# Brandy Melville

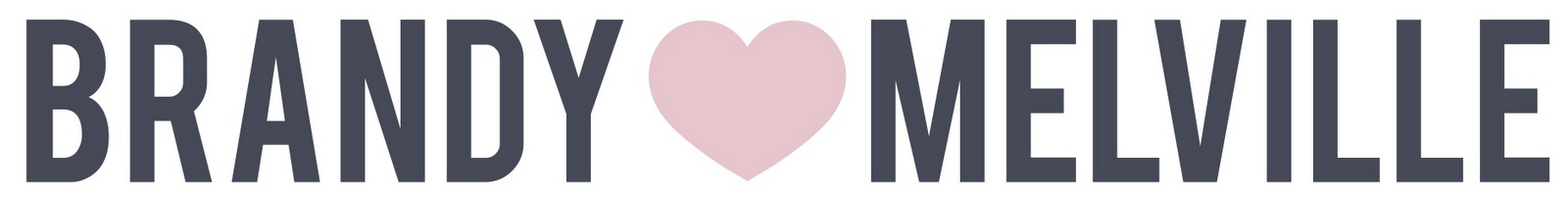
Logotipo da Brandy Melville

Brandy Melville é uma marca italiana de vestuário e acessórios voltada ao público jovem feminino. Fundada na Itália por Silvio Marsan, Brandy melville faz muito sucesso nos Estados unidos e na Europa, possuindo franquias de lojas no continente europeu, asiático, norte americano e na Oceania A história atrás do nome da marca é bem interessante, sendo "Brandy" uma garota americana e "Melvile" uma garoto europeu no qual ela conheceu e se apaixonou em Roma.

## História
Brandy Melville teve sua primeira loja inaugurada em 1994 na Itália. A marca foi lançada ao mercado exterior graças ao Stephan Marsan, Filho do dono, e em 2009 abriu sua primeira loja no Estados Unidos, em Westwood (Califórnia). a escolha desse local foi pelo fato de se parecer um pouco com a Europa, no fato de as pessoas andarem nas ruas.

### Brandy Melville em Portugal
A marca só foi chegar em Portugal em 2016, tendo sua primeira loja localiza no número 43 da Praça Luís de Camões, Lisboa. Em 2018 ouve a inauguração da segunda loja em Portugal, mas agora no Centro Colombo, também na capital Lisboa. Além das opções de lojas físicas, há também um site online, onde você pode comprar e receber seus pedidos em casa.

#### Brandy Melville no Brasil
Em 24 de Julho de 2013 a conta oficial da Brandy Melville no Facebook, postou a seguinte frase: "BRAZIL! Where should we open a Brandy Melville in São Paulo?? Be specific!", mas depois disso nunca mais postaram ou comunicaram algo referente a abertura da loja em São Paulo. Em geral a Brandy Melville não possui lojas no Brasil, e virtualmente não existe uma possiblidade de compra, pois não há site da loja para o Brasil. 

## Produtos
Brandy Melville é uma marca onde seus produtos são principalmente roupas, e alguns acessórios de moda, como: boné, colares, cintos e etc. Suas roupas são inspirados na estética de vida californiana, como blusas mais justas e moletons bem folgados, em questões de estampa, normalmente são mais lisas e simples ou com pequenos detalhes, o que define bem a tendência da marca. Sobre os acessórios, eles podem ser de prata ou ouro, como no caso de anéis e colares.

## Market
Em questões de market a Brandy Melville não é de fazer muita propaganda, mas sua conta no Instagram possui mais 3,7 Milhões de seguidores o que ajuda muito e além disso muitos famosos já usaram suas roupas, como é o caso de Kylie Jenner e Hailey Baldwin, aumentando seu público